# 호프가르텐 (뮌헨)

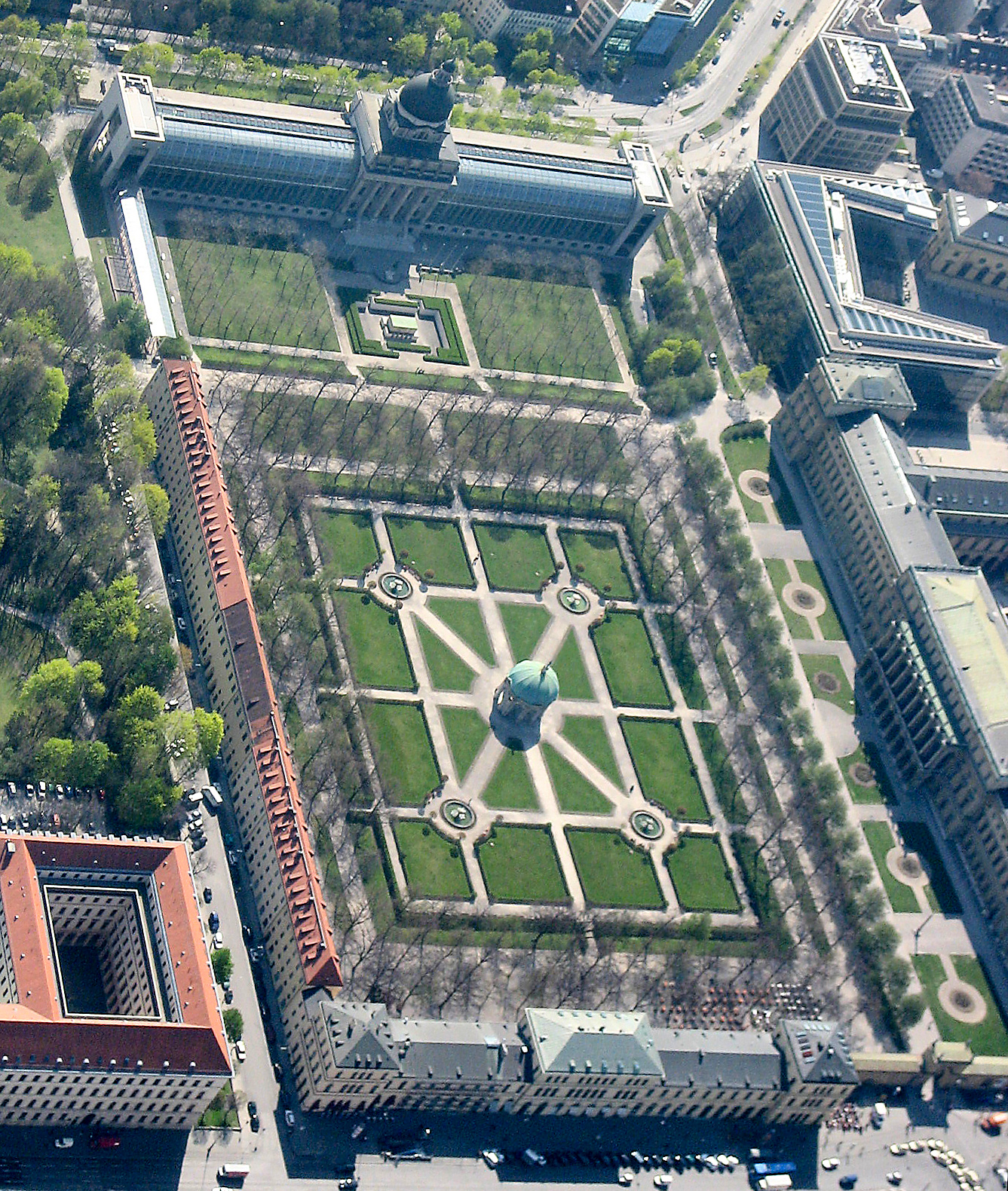
호프가르텐의 공중 사진

호프가르텐(독일어: Hofgarten)은 독일 바이에른주 뮌헨 중심에 있는 정원이다. 뮌헨 레지덴츠와 영국 정원 사이에 있다.